# Finska mästerskapet i bandy 1966
Finska mästerskapet i bandy 1966 avgjordes genom en enda serie. WP-35 vann mästerskapet. OLS Seppo Rounaja vann skytteligan med 16 mål.

## Mästerskapsserien

### Slutställning
| Lag                           | Spelade | Vinster | Oavgjorda | Förluster | Målskillnad | Poäng |
| ----------------------------- | ------- | ------- | --------- | --------- | ----------- | ----- |
| Warkauden Pallo -35           | 11      | 9       | 1         | 1         | 49–19       | 19    |
| Lappeenrannan Pallo           | 11      | 6       | 3         | 2         | 41–22       | 15    |
| IFK Helsingfors               | 11      | 6       | 3         | 2         | 35–22       | 15    |
| Käpylän Urheilu-Veikot        | 11      | 7       | 1         | 3         | 37–32       | 15    |
| OLS                           | 11      | 5       | 2         | 4         | 38–24       | 12    |
| Veitsiluodon Vastus           | 11      | 5       | 2         | 4         | 30–21       | 12    |
| Mikkelin Palloilijat          | 11      | 6       | 0         | 5         | 38–33       | 12    |
| Oulun Työväen Palloilijat     | 11      | 5       | 0         | 6         | 26–42       | 10    |
| OPS                           | 11      | 3       | 3         | 5         | 27–34       | 9     |
| IFK Vasa                      | 11      | 2       | 4         | 5         | 23–37       | 8     |
| Seinäjoen Palloseura          | 11      | 1       | 2         | 8         | 17–44       | 4     |
| Varkauden Työväen Palloilijat | 11      | 0       | 1         | 10        | 23–53       | 1     |

VIFK, SePS och VarTP åkte ur serien. Ersättare blev Lappeenrannan Veiterä och Lahden Reipas.

## Finska mästarna
WP-35: Olavi Toivonen, Pekka Kettunen, Paavo Kiuru, Pauli Auvinen, Birker Wright, Ilmari Väisänen, Seppo Laakkonen, Esko Holopainen, Pentti Markkanen, Pentti Jokinen, Seppo Koskinen, Seppo Immonen, Antti Kallio, Eino Ropponen.

## Skytteligan
| Placering | Spelare           | Lag    | Mål |
| --------- | ----------------- | ------ | --- |
| 1.        | Seppo Rounaja     | OLS    | 16  |
| 2.        | Tauno Timoska     | KUV    | 15  |
| 3.        | Matti Vanhanen    | MP     | 12  |
| 4.        | Antti Kallio      | WP-35  | 11  |
| 4.        | Pentti Lehtoranta | KUV    | 11  |
| 6.        | Jari Högdahl      | VIFK   | 10  |
| 6.        | Urho Partanen     | LaPa   | 10  |
| 8.        | Raunio Kauria     | LaPa   | 9   |
| 8.        | Pentti Markkanen  | WP-35  | 9   |
| 8.        | Seppo Ruotsi      | OTP    | 9   |
| 8.        | Pekka Ryhänen     | Vastus | 9   |
| 12.       | Olle Lundell      | HIFK   | 8   |
| 12.       | Antero Nikkanen   | MP     | 8   |
| 12.       | Jonni Pajukari    | LaPa   | 8   |

## Kval
Finlandsseriens fyra gruppvinnare möttes i en enkelserie
| Lag                   | Spelade | Vinster | Oavgjorda | Förluster | Målskillnad | Poäng | Veiterä | Tarmo | Reipas | Akilles |
| --------------------- | ------- | ------- | --------- | --------- | ----------- | ----- | ------- | ----- | ------ | ------- |
| Lappeenrannan Veiterä | 3       | 2       | 0         | 1         | 16–5        | 4     |         |       | 3–4    |         |
| Oulun Tarmo           | 3       | 2       | 0         | 1         | 19–9        | 4     | -       |       |        | 12–1    |
| Lahden Reipas         | 3       | 2       | 0         | 1         | 9–10        | 4     | -       | -     |        |         |
| Borgå Akilles         | 3       | 0       | 0         | 3         | 4–22        | 0     | -       | -     | -      |         |

Lahden Reipas och Oulun Tarmo spelade skiljematch om vem som skulle undvika nedflyttning. Reipas vann matchen. Nykomlingar blev Lappeenrannan Veiterä och Reipas.

### Fotnoter
1. ↑  finbandy